# E. Harold Cluett
Ernest Harold Cluett (* 13. Juli 1874 in Troy, New York; † 4. Februar 1954 ebenda) war ein US-amerikanischer Politiker. Zwischen 1937 und 1943 vertrat er den Bundesstaat New York im US-Repräsentantenhaus.

## Werdegang
Harold Cluett besuchte die öffentlichen Schulen seiner Heimat. Im Jahr 1892 absolvierte er die Albany Academy; anschließend studierte er bis 1896 am Williams College in Williamstown (Massachusetts). Außerdem war er auch an der University of Oxford in England eingeschrieben. Zwischen 1900 und 1916 arbeitete Cluett als Finanzvorstand für die Firma Cluett, Peabody & Co. Danach war er von 1916 bis 1929 deren Vizepräsident sowie bis 1937 deren Vorstandsvorsitzender. Im Jahr 1918 leitete er auch die Personalabteilung des Watervliet Government Arsenal; während des Ersten Weltkrieges war er außerdem Mitglied des National War Work Council.
Politisch wurde Cluett Mitglied der Republikanischen Partei. Im Jahr 1934 kandidierte er erfolglos für den US-Senat. Bei den Kongresswahlen des Jahres 1936 wurde er im 29. Wahlbezirk von New York in das US-Repräsentantenhaus in Washington, D.C. gewählt, wo er am 3. Januar 1937 die Nachfolge des zwischenzeitlich verstorbenen William D. Thomas antrat. Nach zwei Wiederwahlen konnte er bis zum 3. Januar 1943 drei Legislaturperioden im Kongress absolvieren. Bis 1941 wurden dort die letzten New-Deal-Gesetze der Roosevelt-Regierung verabschiedet. Seit 1941 war auch die Arbeit des Kongresses von den Ereignissen des Zweiten Weltkrieges geprägt.
Im Jahr 1942 verzichtete Harold Cluett auf eine weitere Kongresskandidatur. Nach dem Ende seiner Zeit im US-Repräsentantenhaus zog er sich in den Ruhestand zurück, den er in Palm Beach (Florida) verbrachte. Er starb am 4. Februar 1954 in seiner Geburtsstadt Troy, wo er auch beigesetzt wurde.